# 可尔特罗
可尔特罗（INN：colterol）是一种短效β2肾上腺素受体激动剂。比托特罗是可尔特罗的前药，可用于治疗哮喘和慢性阻塞性肺病中的支气管痉挛。